# Leonardo D'Imporzano
Leonardo D'Imporzano (La Spezia, 19 marzo 1982) è un apneista e giornalista italiano speaker in trasmissioni televisive.

## Biografia
Nato a La Spezia, vive a Manarola, uno dei comuni del parco delle Cinque Terre, si occupa di tutela, divulgazione, protezione e valorizzazione dell’ambiente e per anni ha scritto di subacquea e collaborato ad alcune riviste: Mondo Sommerso, PescareMARE, Alp, Sportweek, Nereus. Su La Gazzetta dello Sport ha scritto dal 2010, come giornalista, nel blog Senza Respiro. 
Come apneista, il 24 febbraio del 2008 ha realizzato il record con la miglior prestazione mondiale di apnea dinamica senza pinne sotto i ghiacci, percorrendo 43 metri nel Lago Smeraldo in Val di Non.
È stato presidente di AIDA Italia (associazione internazionale per lo sviluppo dell'apnea) nel biennio 2010-2011 e giudice internazionale per due edizioni dei Campionati Mondiali AIDA e nel 2012 giudice FIPSAS (Federazione Italiana Pesca Sportiva e Attività Subacquee).
Come docente, ha insegnato nel master di medicina subacquea ed iperbarica del Sant’Anna di Pisa e dell’Università degli Studi di Padova e corsi di aggiornamento per giornalisti sulle tematiche del mare e della subacquea.
Sì appassiona alla ricerca nel campo della medicina iperbarica e subacqueo. Nasce così la sua collaborazione, da cavia e come ricercatore, con alcuni centri iperbarici ed alcune Università italiane in cui coinvolge l’associazione 5 Terre Academy da lui creata e presieduta, ottenendo il riconoscimento dal MIUR come centro ricerche. Realizza studi sulle problematiche della compensazione e sulla risposta cardiaca a stress ipossici in ambienti estremi e il primo elettrocardiogramma under ice da cavia e poi da ricercatore il primo elettrocardiogramma ad oltre 100 metri di profondità in apnea.
Dalla sua esperienza nell'aver seguito, come primo giornalista dal 1849 embedded, il corso ordinario palombari della Marina Militare Italiana nasce il suo libro PALOMBiRO. All'aeroporto di Merignac Bordeaux, Francia, nel 2014, effettua un volo in assenza di gravità, con l’ESA (Agenzia Spaziale Europea) durante la 60sima Campagna del volo Zero G.
Nel 2018 partecipa alla fondazione della divisione subacquea del WWF Italia, il WWF SUB.
Nel 2023 riporta in stampa come direttore responsabile la storica rivista della subacquea Mondo Sommerso editata dall'associazione ambientalista 5 Terre Academy coinvolgendo nel progetto i principali "stakeholders" del settore.
Nel 2024 si candida come consigliere regionale, a sostegno di Andrea Orlando, nella lista Andrea Orlando Presidente, ottenendo 116 preferenza nella circoscrizione della Spezia.

## Ruolo pubblico
Dal 2018 è membro (pro bono) dell'Assemblea del Consorzio di Gestione dell'Area Marina Protetta del Promontorio di Portofino in quota per le associazioni ambientaliste.
Nel 2020 è tra i testimonial dell’Ufficio per l’Italia del Parlamento Europeo per la prima edizione della campagna di sensibilizzazione ambientale #VoglioUnPianetaCosì.
Nel marzo del 2022 diventa “Ambassador” dell'”European Climate Pact” per i cambiamenti climatici promosso dalla Commissione Europea.
Nel 2022 diventa "Ambassador" della fondazione One Ocean Foundation dedicata alla salvaguardia e tutela del Mare.
Dal 2022 è membro del Comitato Tecnico Scientifico del Premio "Trofeo del Mare".

## Premi e riconoscimenti
- Nel 2008 premio Comune di Lerici per i risultati sportivi[3].
- Nel 2009 Jury Award[3] all'International Project Competition on Underwater Research Università di Cipro[3]
- Nel 2010 primo premio all’ International Project Competition on Underwater Research Università di Cipro[3].
- Nel 2014 premio Speciale Uomo di Sport e Cultura nella rassegna ImagOrbetello per l'impegno nella promozione e salvaguardia del territorio costiero[9].
- Nel 2015 premio Duilio Marcante UISP per i contributi alla salvaguardia della vita umana in acquea[10].
- Nel 2017 premio XVII Edizione del Trofeo del Mare di Pozzallo (Ragusa).
- Nel 2018 premio Tridente d'Oro:  diventa Accademico di Ustica, riconoscimento assegnato dall'Accademia Internazionale di Scienze e Tecniche Subacquee a chi si è distinto nelle attività subacquee[11].
- Nel 2018 è stato nominato cittadino onorario del Comune di Ustica.
- Nel 2021 è stato eletto International Fellow dell’Explorers Club.
- Nel 2023 riceve, con 5 Terre Academy, il "Premio del Cittadino Europeo" promosso dal Parlamento Europeo per il progetto DonnAmbiente.

## Opere
- L’orecchio del subacqueo, IRECO, 2010. ISBN 978-8886253369
- Le Cinque Terre con le pinne, Addictions-Magenes Editoriale, 2012. ISBN 978-8866490081
- SubPuntoCom, Barluzzi D'Imporzano, 2013. Ebook
- PALOMBiRO. Pagine dal fondo, Addictions-Magenes Editoriale, 2014. ISBN 978-8866490784